# 鳥取県立倉吉西高等学校
鳥取県立倉吉西高等学校（とっとりけんりつ くらよしにしこうとうがっこう, Tottori Prefectural Kurayoshi Nishi High School）は、鳥取県倉吉市秋喜にある県立の単位制高等学校。略称は「倉西」（くらにし）。

## 概要
1914年（大正3年）に設置された「倉吉町立実科高等女学校」を前身とする。1948年（昭和23年）の学制改革により、新制の「鳥取県立倉吉第二高等学校」（女子校）となった。その翌年公立高校の統合・再編により総合制の「鳥取県立倉吉高等学校」（男女共学）となった後、1953年（昭和28年）に倉吉高等学校が東西の2校に分離され、現校名の「鳥取県立倉吉西高等学校」が発足した。2014年（平成26年）に創立100周年を迎えた。
設置課程・学科
全日制課程 普通科（単位制）
校章
校歌
作詞は有福友好、作曲は平井保善（平井康三郎）による。歌詞は3番まであり、歌詞に校名は登場しない。
同窓会
「尚操会」と称している。

## 沿革
高等女学校・新制高等学校（女子校）時代
- 1914年（大正3年）6月 - 倉吉女子高等小学校に併設される形で「倉吉町立実科高等女学校」が開校。
- 1917年（大正6年）4月1日 - 郡立移管により「東伯郡立倉吉実科高等女学校」に改称。
- 1918年（大正7年）10月 - 倉吉町余戸谷町3059番地に新校舎が完成。
- 1921年（大正10年）4月1日 - 県立移管により「鳥取県立倉吉高等女学校」に改称。
- 1928年（昭和3年）11月 - 尚操館が完成。
- 1947年（昭和22年）4月1日 - 学制改革（六・三制の実施、新制中学校の発足）
  - 高等女学校の生徒募集を停止（1年生不在）。
  - 新制中学校を併設し（名称:鳥取県立倉吉高等女学校併設中学校、以下・併設中学校）、高等女学校1・2年修了者を新制中学2・3年生として収容。
  - 併設中学校はあくまで経過措置として暫定的に設置されたため、新たに生徒募集は行われず、在校生が2・3年生のみの中学校であった。
  - 高等女学校の3・4年修了者はそのまま高等女学校に在籍し、4・5年生となった（4年修了時点で卒業することもできた）。
- 1948年（昭和23年）4月1日 - 学制改革（六・三・三制の実施、新制高等学校の発足）
  - 高等女学校が廃止され、新制高等学校「鳥取県立倉吉第二高等学校」（女子校）が発足。
  - 全日制普通科（修業年限3年）を設置。
  - 高等女学校卒業生（5年修了者）を新制高校3年生、高等女学校4年修了者を新制高校2年生、併設中学校（3年修了者）を新制高校1年生として収容。
  - 併設中学校は新制高校に継承され（名称:鳥取県立倉吉第二高等学校併設中学校）、在校生は1946年（昭和21年）に高等女学校へ最後に入学した3年生を残すのみとなる。
- 1949年（昭和24年）
  - 3月 - 倉吉町余戸谷町3059番地に新校舎が完成。
  - 3月31日 - 併設中学校を廃止（旧制5年から新制3年への修業年限の移行が完了）。

新制高等学校（男女共学）
- 1949年（昭和24年）4月1日 - 高校三原則に基づく鳥取県内公立高等学校の再編が行われる。
  - 鳥取県立倉吉第一高等学校（男子校）、鳥取県立倉吉実業高等学校の2校と統合され、普通・家庭・商業・工業科を有する総合制の「鳥取県立倉吉高等学校」となる。　
  - 旧第一高校校舎を「東校舎」、旧第二高校校舎を「西校舎」とする。
- 1953年（昭和28年）4月1日 - 高校再編により倉吉高等学校が東・西の2校に分離し、西校舎を「鳥取県立倉吉西高等学校」（現校名）と改称。
  - 東校舎は鳥取県立倉吉東高等学校となる。
  - その後、男子の入学者が減少し、ついには女子のみという状態になった[要出典]。
- 1967年（昭和42年）10月 - 蒜山寮さわらびの家が完成。
- 1969年（昭和44年）4月1日 - 久々に男子の入学者を迎える[要出典]。
- 1974年（昭和49年）12月 - 倉吉市秋喜字清水20番地（現在地）に移転を完了。
- 1981年（昭和56年）4月 - 硬式野球部を創設。
- 1983年（昭和58年）
  - 3月 - 弓道場が完成。 　
  - 4月1日 - 普通科に英語コースを設置。
- 1984年（昭和59年）4月 - 創立70周年を記念して校門と前庭を整備。
- 1985年（昭和60年）
  - 1月 - 英語ルームを設置。 　
  - 3月 - 生徒憲章を策定。
- 1989年（平成元年）8月 - 操会　関西支部の再発足を記念し、木彫立像｢木精・東風｣を建立。
- 1992年（平成4年）3月 - セミナーハウス新築。英語コース、オーストラリアへの海外研修を開始。
- 1993年（平成5年）2月 - 1年生大山へのスキー研修を開始。
- 1994年（平成6年）4月 - 創立80周年を記念し、尚操会館（同窓会館）を改築し、彫像を設置。
- 1999年（平成11年）4月1日 - 単位制・2学期制を導入。
- 2000年（平成12年）12月 - 新校舎が完成。
- 2001年（平成13年）
  - 2月 - 関西研修を開始。 　
  - 3月 - 普通教室棟を改修。
- 2003年（平成15年）4月 - 聴講制度を導入。 文部科学省により｢学力向上フロンティアハイスクール事業｣に指定される（3年間）。スクールカウンセラーを配置。
- 2004年（平成16年）11月 - 創立90周年を記念し、記念碑「栄光の軌跡」を建立。
- 2005年（平成17年）12月 - 女子盛夏服（半そで）を改定。
- 2007年（平成19年）
  - 3月 - 鳥取県版環境管理システム（TEASⅡ種）を取得。 　
  - 4月 - 敷地内完全禁煙を実施。
  - 8月 - カンボジア王国シェムリアップ州知事より井戸掘り支援活動に対して感謝状が送られる。
- 2008年（平成20年）
  - 4月 - 陶芸室が完成。 　
  - 9月 - 新体育館「夢きらアリーナ」が完成。
- 2009年（平成21年）2月 - 体育館の耐震工事とプールの改修工事を実施。
- 2014年（平成21年）6月 - 創立100周年を迎える。

## 部活動
部活動
- 弓道部 - 強豪校として有名。2013年インターハイでは男子が団体戦5人立で優勝、2014年インターハイでは団体戦5人立で男子・女子がアベック優勝した。2014年度の全国高等学校弓道選抜大会では男子が団体戦3人立で優勝した。2023年インターハイでは女子が団体戦で優勝した。

## 著名な出身者
- Manami（女性歌手デュオ「Paix2」メンバー）
- 永田俊紘 - 通訳者、プロ野球球団職員
- 永田あおい - プロゴルファー